# Föglö
Föglö è un comune finlandese di 504 abitanti, situato nella regione delle isole Åland.

## Società

### Lingue e dialetti
Lo svedese è l'unica lingua ufficiale di Föglö; 13,5% parlano altre lingue, compreso il finlandese (2,9%). Il comune ha dato il benvenuto a molti immigrati recenti che parlano altre lingue. 
| %     | Ripartizione linguistica (gruppi principali) |
| ----- | -------------------------------------------- |
| 86,5% | madrelingua svedese                          |
| 2,9%  | madrelingua finlandese                       |